# The Invasion (Doctor Who)
The Invasion (L'invasion) est le quarante-sixième épisode de la première série de la série télévisée britannique de science-fiction Doctor Who, diffusé pour la première fois en huit parties hebdomadaires du 2 novembre au 21 décembre 1968. Cet épisode, qui compte deux parties considérées comme perdues, montre la première apparition de la division militaire UNIT dont l'existence marquera durablement la série et ses spin-offs (l'organisation militaire réapparaîtra en effet très régulièrement sous l'ère du Troisième Docteur avant de faire des apparitions sporadiques durant la seconde moitie des années 1970, 1980,2000 et 2010)

## Accroche
Le Docteur et ses compagnons enquêtent sur une mystérieuse multinationale, International Electromatics. En chemin, ils se font aider par une agence militaire,  l'UNIT, dirigée par le nouvellement promu Brigadier Lethbridge-Stewart...

## Casting
- Patrick Troughton — Le Docteur
- Frazer Hines — Jamie McCrimmon
- Wendy Padbury — Zoe Heriot
- Edward Burnham — Professor Watkins
- Sally Faulkner — Isobel Watkins
- Nicholas Courtney — Brigadier Lethbridge-Stewart
- Kevin Stoney — Tobias Vaughn
- Peter Halliday — Packer / Voix des Cybermen
- Geoffrey Cheshire — Caporal Tracy
- Ian Fairbairn — Gregory
- Edward Dentith — Major Général Rutlidge
- Clifford Earl — Major Branwell
- Robert Sidaway — Capitaine Jimmy Turner
- Norman Hartley — Sergent Peters
- James Thornhill — Sergent Walters
- John Levene — Caporal Benton
- Stacy Davies — Private Perkins
- Sheila Dunn — Opérateur téléphonique
- Murray Evans — Le chauffeur
- Walter Randall — Le patrouilleur
- Peter Thompson — Le travailleur
- Dominic Allan — Le policier
- Pat Gorman, Ralph Carrigan, Charles Finch, John Spradbury, Derek Chafer, Terence Denville, Peter Thornton, Richard King — Cybermen

## Résumé
Le TARDIS échappe de peu à des missiles lancés depuis la lune via un vaisseau spatial. Devant atterrir en catastrophe avec un visualisateur en panne, le Docteur et ses deux compagnons, Jamie et Zoe décident de rendre visite au professeur Travers (qui les avait assisté dans les épisodes The Abominable Snowmen et The Web of Fear). Alors qu'ils sont pris en stop par un camionneur, celui-ci commence à leur parler de l'entreprise d'électronique, International Electrics (I.E.) qui semble s'être développé de façon spectaculaire. Peu de temps après les avoir déposés, celui-ci se fait tuer par deux gardes d'I.E. qui l'avait suivit en moto.
Le Docteur apprend que le professeur Travers est parti avec sa fille aux États-Unis. Son remplaçant, le professeur Watkins semble avoir disparu après avoir eu des démêlés avec I.E. Sa nièce, Isobel, photographe de mode amatrice, décide de prendre Zoe pour modèle. Enquêtant au siège de l'entreprise, Jamie et le Docteur sont repérés et amenés dans le bureau du directeur, l'étrange Tobias Vaughn. Celui-ci lui raconte que le professeur Watkins bosse pour eux et qu'il est trop occupé pour les recevoir, mais le Docteur détecte chez lui quelque chose d'étrange (il ne cligne pas des yeux). Après leur départ, Vaughn discute avec une étrange machine cachée dans une salle adjacente à son bureau qui lui avoue l'avoir déjà croisé sur la planète 14 et détecté le Docteur comme un élément nuisible à leur plan. 
Le Docteur et Jamie sont alors enlevés par deux étrangers qui les amènent dans une salle d'opérations spéciales. Là, ils y croisent le colonel Lethbridge-Stewart qu'ils ont rencontré dans l'épisode The Web of Fear et qui maintenant promu Brigadier est à la tête d'une force militaire nommée UNIT. Il explique au Docteur que lui et ses hommes enquêtent aussi sur les agissements de IE et que le camionneur qu'ils avaient croisés auparavant était un agent infiltré. À la recherche du Docteur et de Jamie, Isobel et Zoe sont faites prisonnières après avoir saboté une machine. Vaughn décide d'utiliser Isobel afin que son oncle coopère avec eux. Enquêtant sur une pièce du TARDIS laissée par le Docteur, Gregory, le chef du département scientifique de Vaughn, réalise qu'elle vient d'une civilisation extraterrestre et Vaughn pense que le Docteur possède le savoir qui manque au professeur Watkins. 
Pendant ce temps-là, à la recherche de Zoe et d'Isobel, le Docteur et Jamie sont arrêtés par le chef de la sécurité, Packer qui les ramène vers Vaughn. Celui-ci nie les avoir enlevé mais décide de les amener au professeur Watkins. Celui-ci, sachant que sa nièce a été enlevée, est invité à leur parler de son invention, le "mentor cérébral" capable de provoquer des changements émotionnels chez les individus. Vaughn observe leur conversation en espérant en apprendre plus sur les origines du TARDIS, mais son mouchard est détecté par le Docteur. Dupant Packer dans un couloir, Jamie et le Docteur parviennent à s'enfuir par une cage d'ascenseur. Ils atteignent un wagon de fret dans lequel se trouvent d'étranges sarcophages. Jamie se cache à l'intérieur de l'un d'entre eux:'nnl mais est surpris de voir quelque chose s'agiter à l'intérieur.
Pendant ce temps, Vaughn explique à Packer qu'il a l'intention de se servir du "mentor cérébral" de Watkins afin de servir de garantie contre leurs alliés afin de pouvoir les doubler si jamais ils tentent de prendre le pouvoir. Il souhaite aussi utiliser le TARDIS en cas de ratage du "plan d'invasion". Le Docteur et Jamie réussissent à récupérer Zoe et Isobel et à se servir d'un transmetteur radiophonique que leur a laissé le Brigadier afin d'appeler un hélicoptère de secours. Des échanges de coup de feu sont entamés entre les agents de UNIT et ceux de Vaughn. 
En observant des photos d'OVNI au-dessus de la fabrique d'IE le Docteur comprend que c'est ici qu'ils ramènent les mystérieux sarcophages. Après s'être infiltré dans le quartier général de l'entreprise via un canoë passant sur les canaux, le Docteur et Jamie sont témoins de la réanimation d'une des créatures se trouvant à l'intérieur de la boite : il s'agit d'un Cybermen.
Après la fuite du Docteur et de Jamie, Vaughn révèle à Packer que le Général Rutlidge, le supérieur du Brigadier a été hypnotisé par les Cybermen. Il ordonne à UNIT de cesser de s'occuper de l'Internation Electrics, ce que le Brigadier n'arrive pas à comprendre. Pendant ce temps, Vaughn teste le "mentor cerebral" sur l'un des Cybermen, ce qui va le rendre fou et le forcer à s'enfuir à travers les égouts. Prévoyant l'invasion à l'aube, il met en activité une arme hypnotisante se situant à l'intérieur de tous les appareils de la IE. 
Alors que le Docteur travaille sur un appareil permettant de bloquer le signal du cyber-control vers le vaisseau situé derrière la lune, Isobel, Zoe et Jamie s'aventurent dans les égouts où se cacheraient probablement les Cybermen. Ils tombent sur une patrouille de Cybermen ainsi que sur le Cybermen fou, qui, dans l'effroi, neutralise ses camarades. Ils sont récupérés par une escouade d'UNIT dirigé par le Caporal Benton, qui neutralise les Cybermen avec des grenades.  
Dans une tentative de tuer Vaughn, Watkins découvre qu'il est déjà devenu à moitié Cyberman et que les balles n'ont aucun effet sur lui. Alors que le "dépolarisateur" du Docteur est au point, le vaisseau lunaire envoie un signal terrestre qui propage un bruit strident neutralisant les habitants de Londres, tandis que des troupes de Cybermen sortent de leur cachette depuis les égouts. 
Le Docteur reprend ses esprits et le Brigadier donne l'ordre à ses hommes de porter un dépolarisateur. Après de nombreuses tergiversations, ils parviennent à envoyer un missile russe afin de détruire le destroyeur Cybermen qui envoie les ondes, après avoir utilisé de missile anti-missile pour détruire la flotte Cyberman approchante. Leur plan nécessite toutefois que les Cybermen ne fassent aucun dégât gravissime dans les deux prochaines heures. Le Docteur décide de se confronter à Vaughn pour gagner du temps, et en la présence du Docteur, celui-ci découvre que les Cybermen projettent de le tuer en détruisant toute trace de vie sur la planète.
Grâce à la faculté mathématique de Zoe, UNIT réussi à détruire les vaisseaux Cybermen en effectuant des réactions en chaînes. Le Docteur réussit à convaincre Vaughn de l'aider et celui-ci se sacrifie en tentant de pirater le signal radio afin qu'il guide le missile russe directement vers le vaisseau des Cybermen. Une fois celui-ci détruit, le Docteur répare le TARDIS et dématérialise le vaisseau sous l'œil étonné du Capitaine Turner et d'Isobel.

## Continuité
- C'est la première fois que l'agence de défense U.N.I.T. apparaît dans Doctor Who. C'est aussi la première apparition du personnage du Sergent Benton, militaire récurrent dans la série.
- On y découvre les bases de l'U.N.I.T. : leur QG est un gigantesque avion (dans cet épisode), ils ne peuvent arrêter les gens et le Brigadier utilise un browning 9mm automatique.
- Les épisodes dans lesquels U.N.I.T. apparaît sont sujets à des controverses, car ils sont censés se dérouler "dans un futur proche." En l'occurrence, le Brigadier explique que 4 ans se sont écoulés depuis les événements de The Web of Fear, qui eux-mêmes n'avaient pas de dates précise. Les fans avancent l'année 1975.
- Le Brigadier explique que le professeur Travers, que l'on voit dans les épisodes The Abominable Snowmen et The Web of Fear, est parti aux États-Unis avec sa fille.
- Les Cybermen disent qu'ils ont déjà rencontré le Docteur sur la "Planète 14" ; or, ceci n'est jamais expliqué. Dans l'essai "About Time" Lawrence Miles et Tat Wood suggèrent qu'il pourrait s'agir de Telos, la planète refuge des Cybermen dans The Tomb of the Cybermen, un comic book de Grant Morrisson paru dans les Doctor Who Magazine 127 à 129 (The World Shapers) raconte la rencontre du 6e Docteur sur cette fameuse Planète 14. Il s'agit en réalité de la planète Marinus (dans laquelle se situe l'action de The Keys of Marinus) qui se révélerait être en vérité la planète Mondas (la planète natale des Cybermen vue dans The Tenth Planet) : on y apprend que les Voorts ont évolué pour devenir des hommes cybernétiques. Cette interprétation n'a jamais été validée et reste du domaine de la spéculation.
- Dans les passages animés de l'épisode, on peut voir le mot "Bad Wolf" écrit sur le mur chez Isobel, afin de faire le lien avec le retour de la série en 2005. De plus, on voit le Docteur et ses compagnons rentrer dans une voiture ayant pour plaque d'immatriculation "H 23 63" en référence à la diffusion du premier épisode de la série (23 novembre 1963)